# 平館真生
平館 真生（ひらだて まさき、1998年8月30日 - ）は、日本の女優、タレント。
株式会社ディーツーエフ所属。

## 略歴
北海道白老郡白老町出身。札幌大谷短期大学卒業。

## 人物
- 2018年、日本一の大学サークル美女を決めるミスコンテスト「MISS CIRCLE CONTEST 2018」でグランプリを受賞[2]。
- 好物：干し芋。

## 出演

### テレビドラマ
- エ・キ・ス・ト・ラ!!! 第10話（2020年3月19日、カンテレ） - 女1 役
- 家族だから愛したんじゃなくて、愛したのが家族だった 第9話・第10話（2023年7月9日・16日、NHK BSプレミアム・NHK BS4K） - 看護師 役
- 正直不動産 season2 第5話（2024年2月6日、NHK総合） - 若い客 役
- 大河ドラマ べらぼう〜蔦重栄華乃夢噺〜 第3回（2025年1月19日、NHK） - 勝山 役[3]

### 映画
- 短編映画 ダイハード学園（2020年10月25日、配信） - 平岩真子 役
- ショコラの魔法（2021年6月18日、イオンエンターテイメント） - 美術部員A 役
- 不倫ウイルス（2022年10月28日、自主制作） - 女子大生 役

### バラエティ
- ザキ山小屋（2019年9月14日 - 2021年11月24日、朝日放送） - 山ガール

### 舞台
- 愛害~12の本性~（2019年11月18日 - 10日、恵比寿エコー劇場） - 福田ミチル 役
- office-9no1（2020年2月27日 - 3月2日、CBGKシブゲキ!!） - 仲野さん 役
- 我らのエピローグは終わらない (2023年10月27日 - 31日、武蔵野芸能劇場) - 主演・加藤 役
- ワインガールズ（2024年4月25日 - 5月2日、シアター1010）[4]

### CM
- リゼクリニック（2019年）[5]
- ヴィラホームズ（2021年）
- U-NEXT（2022年）

### ミュージックビデオ
- Novelbright 「夢花火」（2020年5月27日）
- reGretGirl 「pudding」（2020年12月14日）
- Rin音 feat.A夏目 「raspberry」（2021年6月9日）
- Ryuki 「tweety」（2021年8月16日）
- あいみょん 「初恋が泣いている」（2022年6月8日）